# Vốn tự nhiên

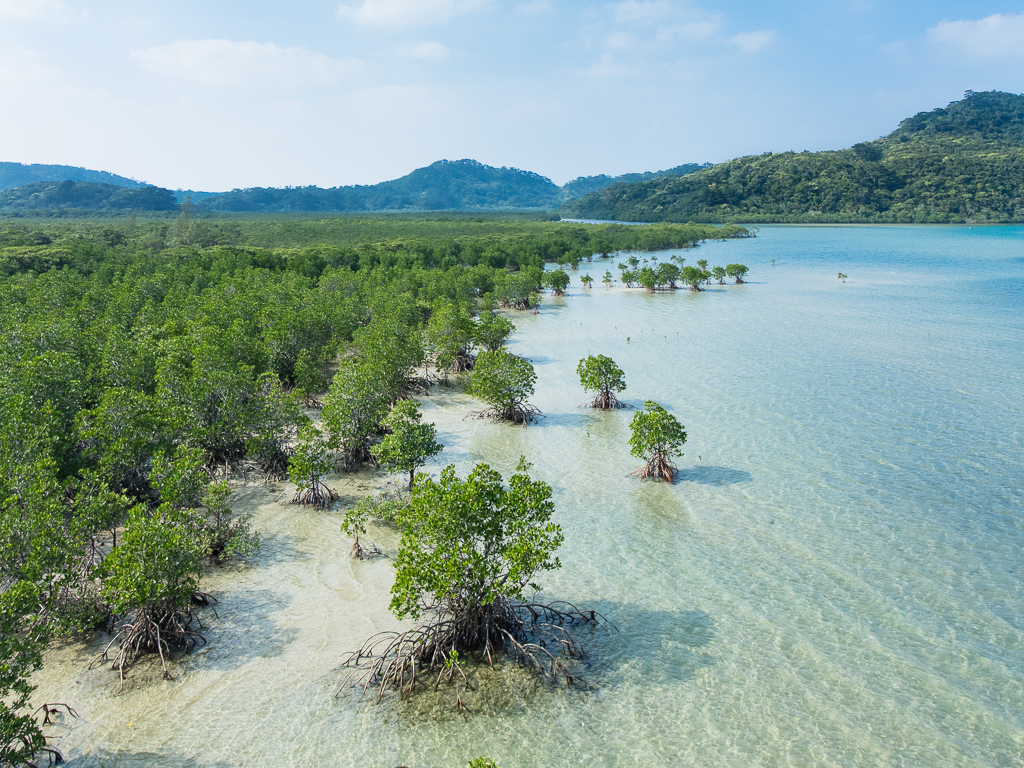
Đầm lầy ngập mặn tại đảo Iriomote, Nhật Bản, cung cấp các dịch vụ có lợi cho tích tụ trầm tích, bảo vệ bờ biển, vườn ươm và bãi đẻ cá có thể hỗ trợ các cộng đồng đánh cá ven biển. Ít nhất 35% trữ lượng đầm lầy ngập mặn trên thế giới đã bị phá hủy chỉ sau 20 năm

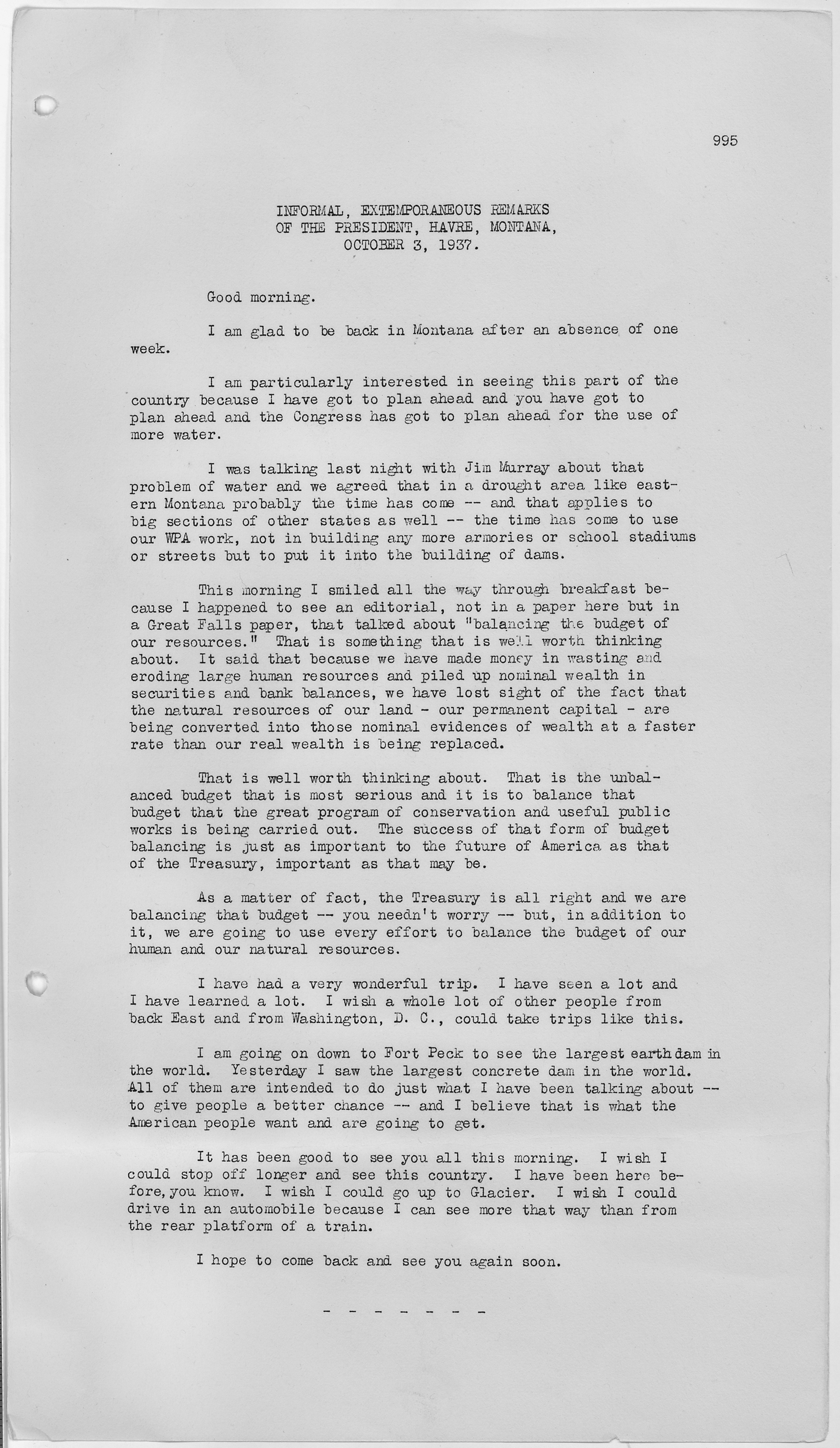
Nhận xét từ năm 1937 của FDR về "vốn tự nhiên" và "cân đối ngân sách tài nguyên của chúng ta"

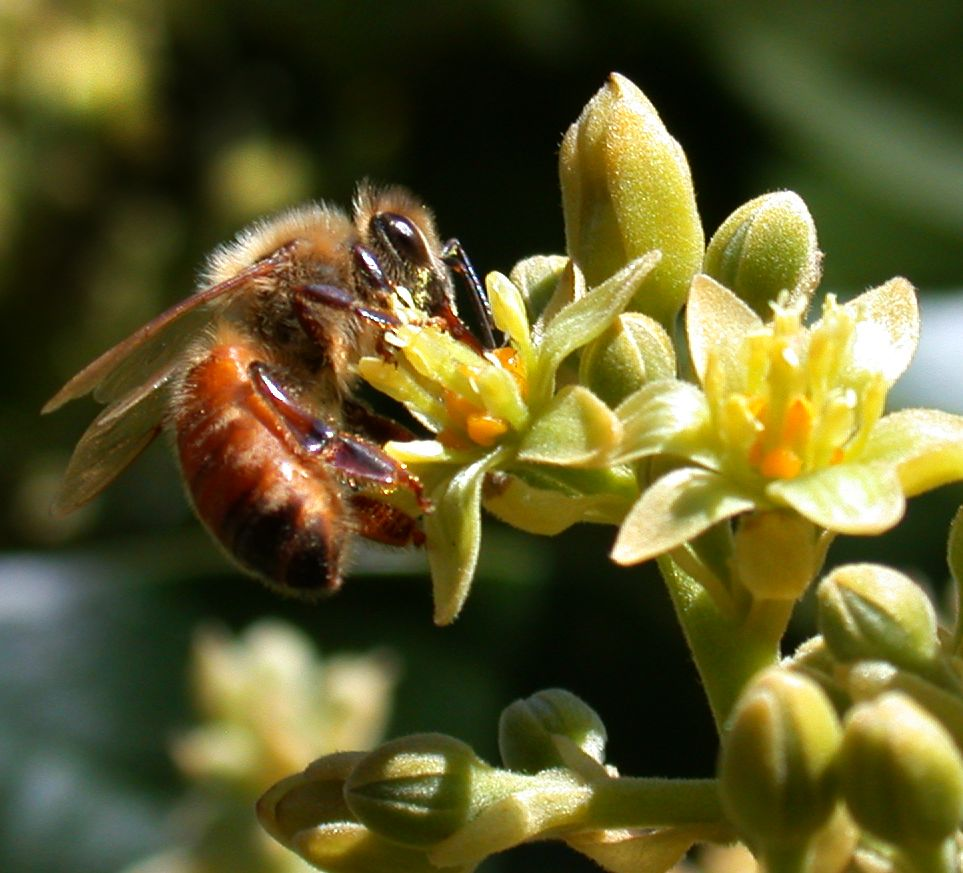
Ong mật (Apis mellifera) đang thụ phấn cho một cây bơ. Dự trữ lành mạnh của các loài chuyên thụ phấn hoang dã và trồng trọt là rất quan trọng để hỗ trợ ngành nông nghiệp và giúp đảm bảo an ninh lương thực.

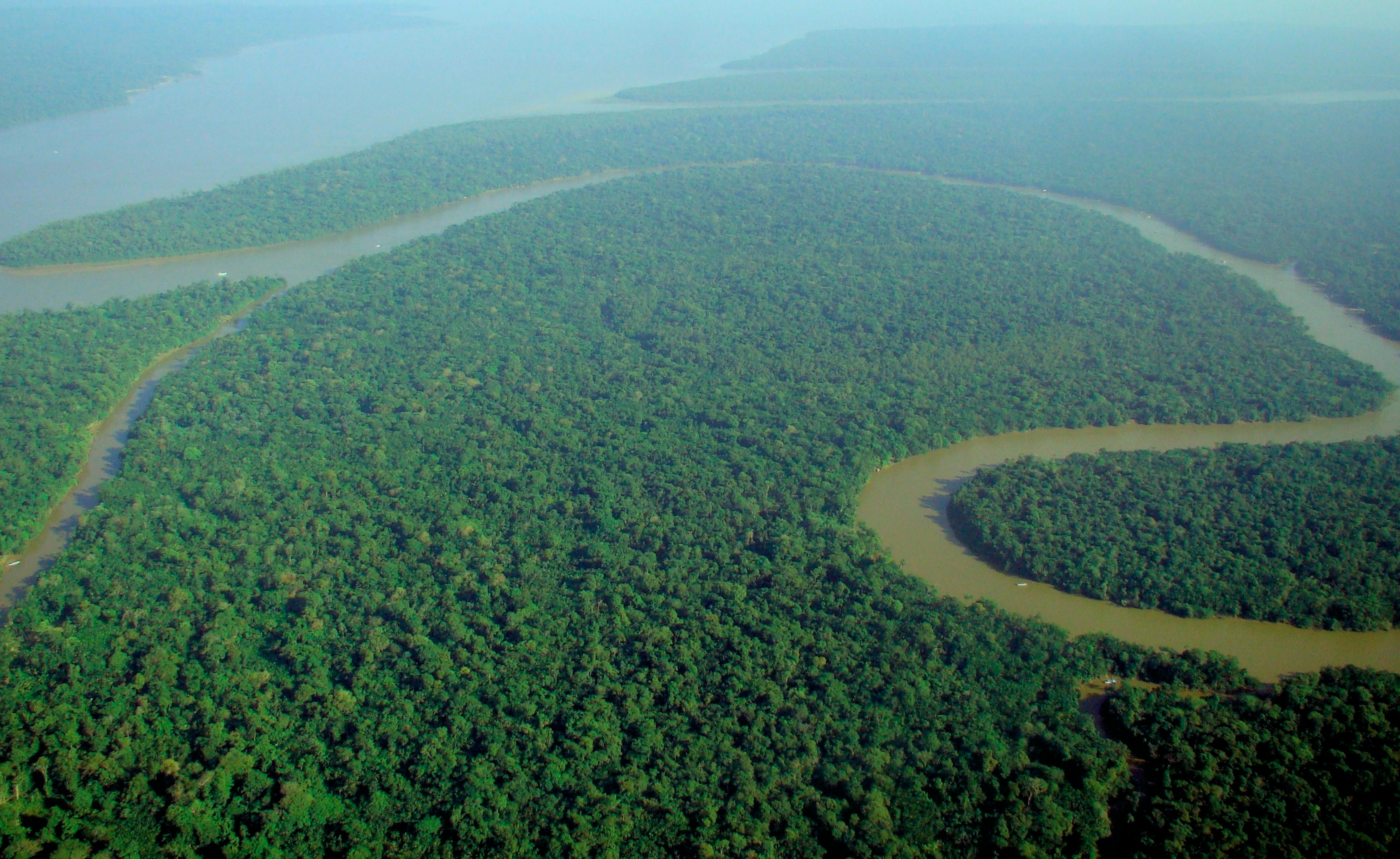
Ảnh chụp từ trên cao của rừng mưa nhiệt đới Amazon. Được xem như là một tài sản vốn tự nhiên, rừng mưa cung cấp dịch vụ điều tiết không khí và nước, nguồn tiềm năng của thuốc mới và cô lập carbon tự nhiên.

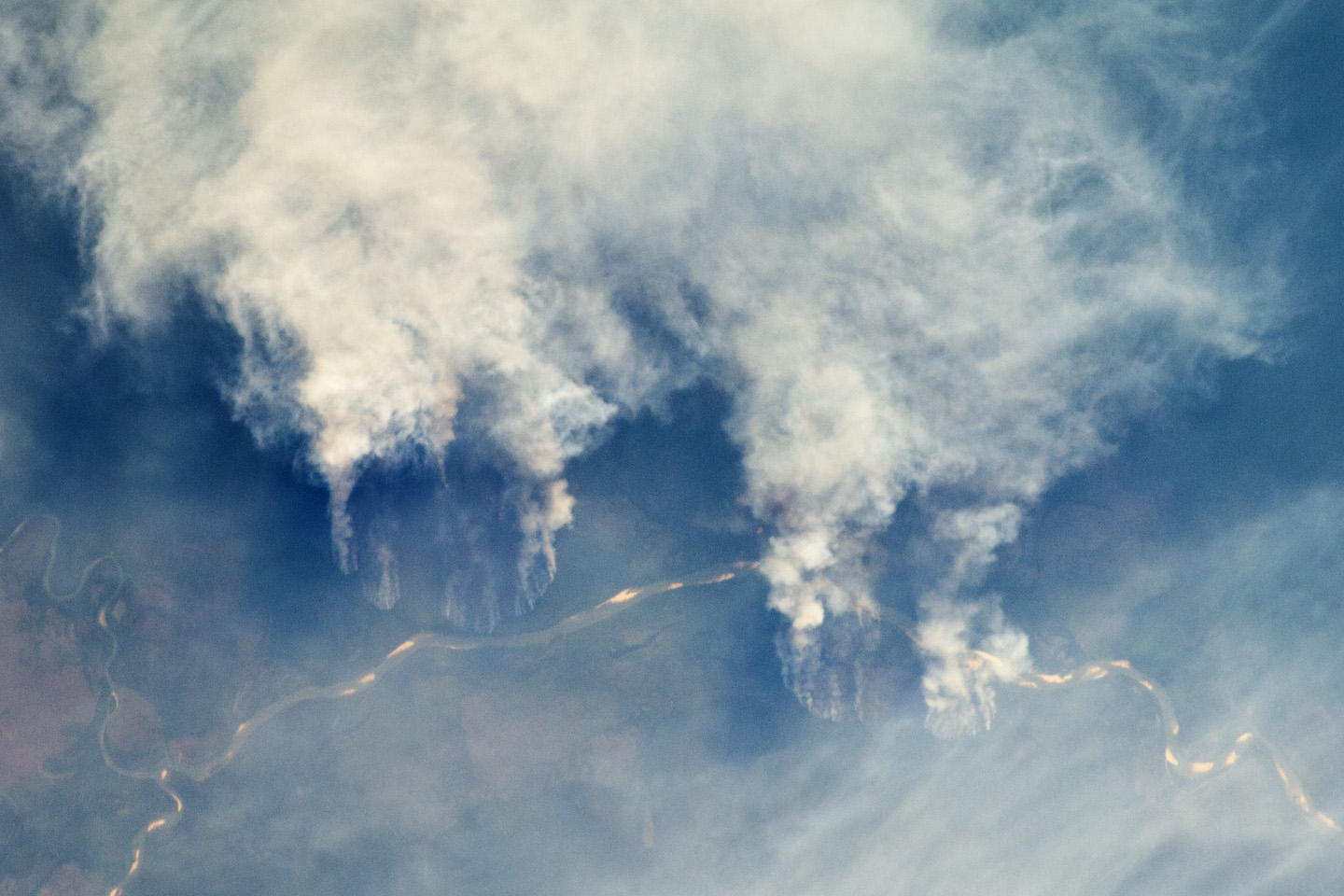
Hỏa hoạn dọc theo Rio Xingu, Brazil - Đài thiên văn Trái đất của NASA. Mất tài sản vốn tự nhiên có thể có tác động đáng kể đến các nền kinh tế địa phương và toàn cầu, cũng như khí hậu.

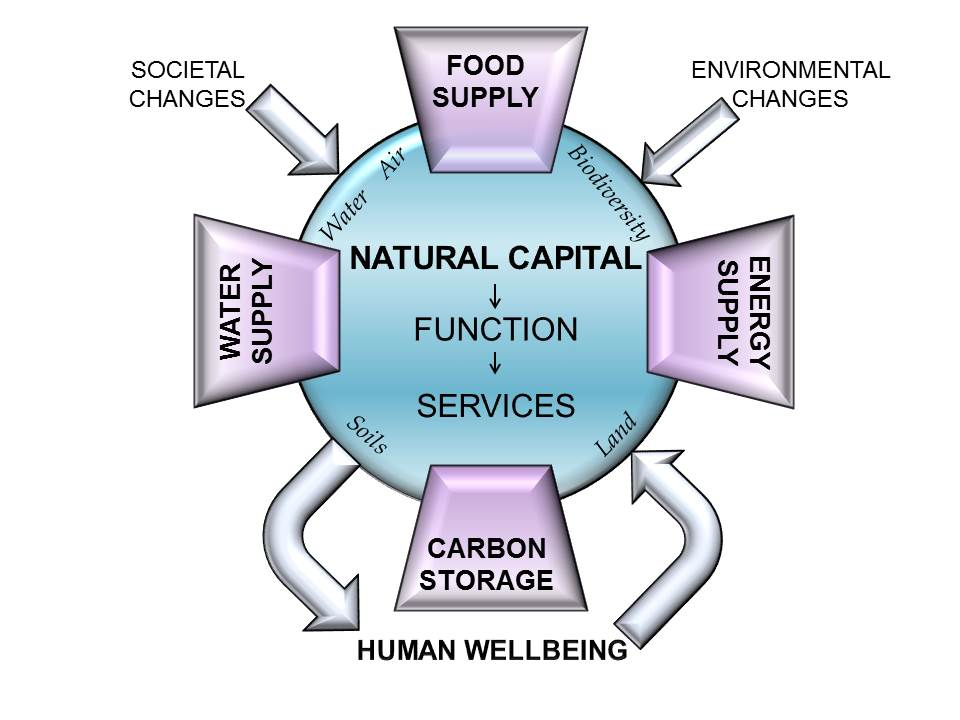
Nhiều thành phần của vốn tự nhiên có thể được xem là cung cấp các dịch vụ thiết yếu và hệ sinh thái thiết yếu, làm nền tảng cho một số vấn đề toàn cầu quan trọng của chúng ta, như cung cấp thực phẩm và nước, giảm thiểu biến đổi khí hậu và đáp ứng nhu cầu năng lượng.

Vốn tự nhiên là nguồn tài nguyên thiên nhiên của thế giới, bao gồm địa chất, đất, không khí, nước và tất cả các sinh vật sống. Một số tài sản vốn tự nhiên cung cấp cho mọi người hàng hóa và dịch vụ miễn phí, thường được gọi là dịch vụ hệ sinh thái. Hai trong số dịch vụ này (nước sạch và đất màu mỡ) làm nền tảng cho nền kinh tế và xã hội của chúng ta, và do đó làm cho cuộc sống của con người trở nên khả thi.
Đây là sự mở rộng của khái niệm kinh tế về vốn (tài nguyên cho phép sản xuất nhiều tài nguyên hơn) cho hàng hóa và dịch vụ được môi trường tự nhiên cung cấp. Ví dụ, một khu rừng hoặc một dòng sông được duy trì tốt có thể cung cấp một lượng cung cấp gỗ hoặc cá bền vững kéo dài vô thời hạn, trong khi việc sử dụng quá mức các tài nguyên đó có thể dẫn đến sự suy giảm vĩnh viễn về nguồn cung gỗ hoặc trữ lượng cá. Vốn tự nhiên cũng cung cấp cho mọi người các dịch vụ thiết yếu, như hứng nước, kiểm soát xói mòn và thụ phấn cây trồng bởi côn trùng, từ đó đảm bảo khả năng tồn tại lâu dài của các tài nguyên thiên nhiên khác. Do việc cung cấp dịch vụ liên tục từ các tài sản vốn tự nhiên sẵn có phụ thuộc vào môi trường hoạt động lành mạnh, nên cấu trúc và sự đa dạng của môi trường sống và hệ sinh thái là các thành phần quan trọng của vốn tự nhiên. Các phương pháp, được gọi là 'kiểm tra tài sản vốn tự nhiên', giúp người ra quyết định hiểu được những thay đổi trong hoạt động hiện tại và tương lai của tài sản vốn tự nhiên sẽ tác động đến hạnh phúc của con người và nền kinh tế.

## Lịch sử của khái niệm
Thuật ngữ 'vốn tự nhiên' được E. F. Schumacher sử dụng lần đầu tiên vào năm 1973 trong cuốn sách Small Is Beautiful  và được Herman Daly, Robert Costanza, và những người sáng lập khác của khoa học Kinh tế sinh thái phát triển thêm, như một phần của phê bình toàn diện những thiếu sót của kinh tế học thông thường. Vốn tự nhiên là một khái niệm trọng tâm để đánh giá các dịch vụ hệ sinh thái đánh giá kinh tế xoay quanh ý tưởng, rằng cuộc sống phi nhân tạo tạo ra hàng hóa và dịch vụ thiết yếu cho cuộc sống. Vì vậy, vốn tự nhiên là điều cần thiết cho sự bền vững của nền kinh tế.
Trong một phân tích kinh tế truyền thống về các yếu tố sản xuất, vốn tự nhiên thường sẽ được phân loại là "đất" khác với "vốn" truyền thống. Sự khác biệt lịch sử giữa "đất" và "vốn" được định nghĩa là đất là xuất hiện tự nhiên với nguồn cung cố định, trong khi vốn, thì như định nghĩa ban đầu chỉ nói đến hàng hóa nhân tạo. (ví dụ, Georgism ) Tuy nhiên điều này gây hiểu lầm coi "đất" với năng lực sản xuất của nó là cố định, vì vốn tự nhiên có thể được cải thiện hoặc xuống cấp do những hành động của con người theo thời gian (xem Suy thoái môi trường). Hơn nữa, vốn tự nhiên mang lại lợi ích và hàng hóa, chẳng hạn như gỗ hoặc thực phẩm, có thể đượccon người  thu hoạch. Những lợi ích này tương tự như những chủ sở hữu vốn cơ sở hạ tầng nhận ra nhiều hàng hóa hơn, chẳng hạn như một nhà máy sản xuất ô tô giống như một cây táo sản xuất táo.
Các nhà sinh thái học đang hợp tác với các nhà kinh tế để đo lường và thể hiện giá trị của sự giàu có của các hệ sinh thái như một cách tìm giải pháp cho cuộc khủng hoảng đa dạng sinh học. Một số nhà nghiên cứu đã cố gắng đặt một con số đô la cho các dịch vụ hệ sinh thái, chẳng hạn như giá trị đóng góp của khu rừng nguyên sinh Canada cho các dịch vụ hệ sinh thái toàn cầu. Nếu còn nguyên vẹn về mặt sinh thái, rừng phương bắc có giá trị ước tính 3,7 nghìn tỷ USD. Hệ sinh thái rừng phương bắc là một trong những nhà điều tiết khí quyển tuyệt vời của hành tinh và nó lưu trữ nhiều carbon hơn bất kỳ quần xã sinh vật nào khác trên hành tinh. Giá trị hàng năm cho các dịch vụ sinh thái của Rừng Boreal ước tính là 93,2 tỷ USD, hoặc lớn hơn 2,5 lần so với giá trị khai thác tài nguyên hàng năm.
Giá trị kinh tế của 17 dịch vụ hệ sinh thái cho toàn bộ sinh quyển (tính năm 1997) có giá trị trung bình ước tính là 33 nghìn tỷ đô la Mỹ mỗi năm. Những giá trị kinh tế sinh thái này hiện không được bao gồm trong các tính toán của tài khoản thu nhập quốc dân, GDP và chúng không có thuộc tính giá vì chúng tồn tại chủ yếu bên ngoài thị trường toàn cầu. Mất vốn tự nhiên tiếp tục tăng tốc và không bị phân tích tiền tệ chính thống phát hiện hoặc bỏ qua.
Trong cộng đồng quốc tế, nguyên tắc cơ bản không gây tranh cãi, mặc dù có nhiều sự không chắc chắn về cách tốt nhất để định giá các khía cạnh khác nhau của sức khỏe sinh thái, vốn tự nhiên và dịch vụ hệ sinh thái. Kế toán toàn chi phí môi trường, ba điểm mấu chốt, đo lường mức độ hạnh phúc và các đề xuất cải cách kế toán khác thường bao gồm các đề xuất để đo lường "thâm hụt sinh thái" hoặc "thâm hụt tự nhiên" bên cạnh thâm hụt tài chính và xã hội. Thật khó để đo lường thâm hụt như vậy nếu không có một số thỏa thuận về các phương pháp định giá và kiểm toán ít nhất là các hình thức vốn tự nhiên toàn cầu (ví dụ giá trị của không khí, nước, đất).
Tất cả các cách sử dụng thuật ngữ hiện đang phân biệt tự nhiên với vốn nhân tạo hoặc cơ sở hạ tầng theo một cách nào đó. Các chỉ số được Trung tâm giám sát bảo tồn thế giới của Chương trình môi trường Liên hợp quốc và Tổ chức hợp tác và phát triển kinh tế (OECD) thông qua để đo lường sử dụng đa dạng sinh học tự nhiên thuật ngữ này theo cách cụ thể hơn một chút. Theo OECD, vốn tự nhiên là tài sản tự nhiên của người Do Thái trong vai trò cung cấp đầu vào tài nguyên thiên nhiên và dịch vụ môi trường cho sản xuất kinh tế và thường được coi là bao gồm ba loại chính: cổ phiếu tài nguyên thiên nhiên, đất đai và hệ sinh thái.
Khái niệm "vốn tự nhiên" cũng đã được dự án Biosphere 2 và mô hình kinh tế của Chủ nghĩa tư bản tự nhiên của Paul Hawken, Amory Lovins và Hunter Lovins sử dụng. Gần đây, nó đã bắt đầu được các chính trị gia, đặc biệt là Ralph Nader, Paul Martin Jr., và các cơ quan của chính phủ Anh, bao gồm Ủy ban Vốn tự nhiên và Đài quan sát y tế London, sử dụng.